# GIM机制
在粒子物理中，GIM 机制（或格拉肖–李尔普罗斯–梅安尼机制）是一种压低FCNC过程（味改变的中性流过程）的机制。它是由谢尔登·格拉肖, 李尔普罗斯和卢西恩·梅安尼于1970年提出的。
GIM机制引入了第四个夸克——粲夸克，由此产生了新的振幅从而使FCNC过程的总振幅在树图水平上为零。它所引入的粲夸克在1974年由丁肇中和伯頓·里克特分别独立发现，由此证实了GIM机制。